# Dentinho
Bruno Ferreira Bonfim (São Paulo, 19 januari 1989) - alias Dentinho - is een Braziliaans voetballer die bij voorkeur als aanvaller speelt. 

## Clubcarrière
Dentinho stroomde in 2007 vdor vanuit de jeugd van SC Corinthians, waarvoor hij in de hoofdmacht debuteerde tegen Palmeiras. Hij scoorde zijn eerste doelpunt voor de club tegen Fluminense. Op 10 maart 2010 scoorde Dentinho zijn eerste doelpunt in de Copa Libertadores, tegen Independiente Medellín.
Dentinho tekende op 21 mei 2011 een vijfjarig contract bij Sjachtar Donetsk. Bij die club trof hij verschillende landgenoten aan, waaronder Willian, Douglas Costa en Fernandinho. Sjachtar Donetsk legde een bedrag van 7,5 miljoen euro op tafel voor Dentinho. Op 10 juli debuteerde hij voor de Oekraïense club, tegen Obolon Kiev. Hij viel die wedstrijd na 58 minuten in voor Alex Teixeira. In november 2021 werd zijn contract ontbonden en keerde hij terug naar Brazilië.

## Interlandcarrière
Dentinho scoorde elf doelpunten in veertien wedstrijden voor Brazilië -20.

## Erelijst
Corinthians
Copa do Brasil: 2009
Campeonato Paulista: 2009
Campeonato Brasileiro Série B: 2008
 Sjachtar Donetsk
Premjer Liha: 2011–12, 2013–14, 2016–17, 2017–18, 2018–19
Oekraïense voetbalbeker: 2011–12, 2015–16, 2016–17, 2017–18, 2018–19
Oekraïense supercup: 2012, 2014, 2015, 2017, 2021
 Brazilië -20
Zuid-Amerikaans kampioenschap voetbal onder 20: 2009